# Eurema elathea
Eurema elathea är en fjärilsart som först beskrevs av Pieter Cramer 1777.  Eurema elathea ingår i släktet Eurema och familjen vitfjärilar. Inga underarter finns listade i Catalogue of Life.

## Bildgalleri

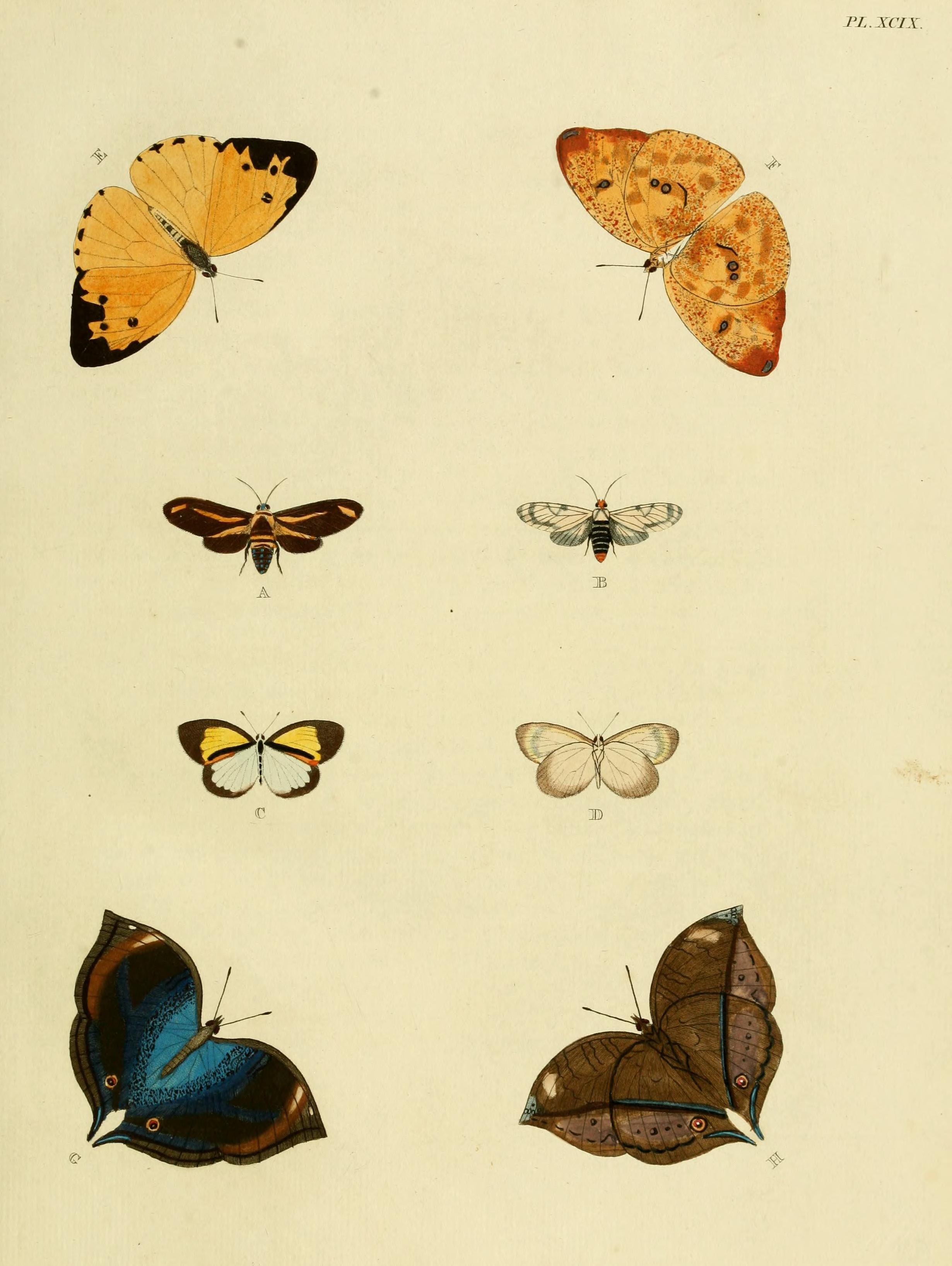
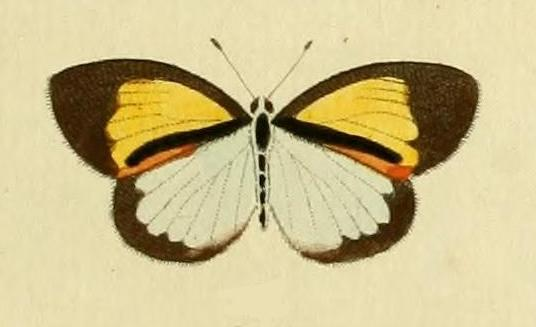
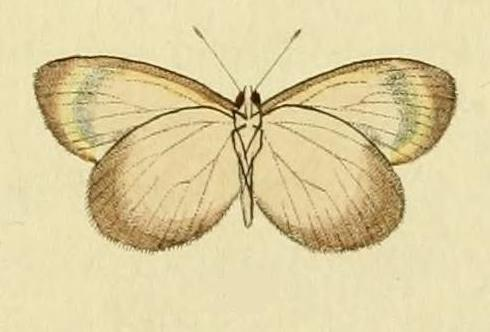